# Daphne jinyunensis
Daphne jinyunensis är en tibastväxtart som beskrevs av C.Y. Chang. Daphne jinyunensis ingår i släktet tibaster, och familjen tibastväxter. Utöver nominatformen finns också underarten D. j. ptilostyla.